# Travianer
Travianer（亦稱Travians）是一個免費瀏覽器內使用的角色扮演遊戲，由德國人所製作。
Travianer世界內有很多玩家，你會在此遊戲裏挑戰日常生活中的村民。這意味著你不僅是專注於佔領，建立自己的家或決定你是否喜歡這個遊戲或是進行很多的戰鬥：最重要的事情是溝通一個巨大的鄉村社區。只有這樣，才能到俱樂部（Club）和強大的公會（Gilde）。
Travianer目前只有兩種語言，分別是德語版及英語版。

## 故事大綱
很久很久以前，在一片世外桃源，正在砍樹挖泥時，收到了從未謀面的叔叔的來信，他說要留下一套房子。
找到叔叔，卻發現，我得到的不僅是一個房子，還有一個詛咒......
原來，叔叔在很久以前，與一個德魯伊拼酒，那個德魯伊慘敗，他懷恨在心，就給我們家人下了一個詛咒：我們都會老得很快。唯一可以拯救我們的是一個護身符。然而這個護身符也神秘失蹤了。叔叔由於常年酗酒，記憶力很不好，他想不起來護身符到哪裡去了......

## 角色
角色分為：
- 羅馬人（Roman）
- 德國人（German）
- 高盧人（Gaul）

### 角色狀態
- 饑餓度
- 快樂度
- 困倦度
- 衛生度

### 角色職業
- 農民
- 挖泥工
- 伐木工
- 礦工

## 點數
- AP──AP是活動點數。OP每減少一個。AP便會增加一個。
- SP──SP是社會點數。打工，下棋都可以增加SP。SP可以用來購買傢具和房子。
- OP──OP是職業點數。從事任何職業都會消耗OP。OP用完，就不能再作任何工作了。每消耗一個OP，會產生一個AP。
- XP──XP是經驗值。所有的行為都可以增加經驗值，包括砍樹挖泥、在酒館刷盤子、圖書館看書、和競技場比武等都可以獲得經驗值。
- 錢──錢是你在市場上賣掉工作所得的木頭、鐵、泥等的收入。然後用這些錢可以購買工具、裝備、和武器。（1個金幣 = 100銀幣= 10000銅幣）
- 技能點──技能點可以用來提高職業級別或者戰鬥技能。

## 地理
玩家的村落都會有木場、泥坑、鐵礦和稻田以供開採。

## 建築物
所有建築物都不用建造，而小量建築物就可以升級。
- 房子
- 麵粉廠
- 麵包店
- 鋸木廠
- 磚廠
- 鋼鐵鑄造廠
- 自由市場
- NPC市場
- 競技場
- 酒館
- 賭場
- 倉庫

### 公會建築群
- 公會倉庫
- 神壇
- 中心大樓
- CCF之家
- 圖書館
- 學院

## 額外服務

### Diamonds（鑽石）
Diamonds是Travianer的附加服務，需要以現金購買遊戲內的「鑽石」。註冊後，就可以獲得35個免費鑽石。
- 7天內加入金幣俱樂部（7 days membership in the Gold Club）──15鑽石
- 更改職業──30鑽石
- 重新職業和重新分配屬性點──50鑽石
- 購買便宜的資源──3鑽石
- 喝咖啡（取代4小時的睡眠）──3鑽石
- 喝啤酒（增加10SP的快樂度）──3鑽石
- 購買香水（填滿衛生度）──2鑽石
- 購買500點社會點數──10鑽石

## 得到的獎項
- Beste Technik最佳技術
- Bestes Gameplay最佳遊戲
- Bestes Rollenspiel最佳角色扮演

## 外部連結
- Travians.com - 英文官方網頁（页面存档备份，存于）
- Travianer.de - 德文官方網頁（页面存档备份，存于）
- Travians.com/vbb - 英文官方遊戲論壇網頁（页面存档备份，存于）
- Travianer.de/vbb - 德文官方遊戲論壇網頁（页面存档备份，存于）
- Travianer 遊戲指南（英）（页面存档备份，存于）